# DDR-Fußballmeisterschaft der Schüler 1988
Die DDR-Fußballmeisterschaft der Schüler 1988 war die 28. Auflage dieses Wettbewerbes, der vom DFV durchgeführt wurde. Der Wettbewerb begann am 29. Mai 1988 mit der Vorrunde und endete am 3. Juli 1988 mit dem ersten Titelgewinn vom FC Carl Zeiss Jena, der im Finale nach Elfmeterschießen gegen den F.C. Hansa Rostock gewann.

## Teilnehmende Mannschaften
An der DDR-Fußballmeisterschaft der Schüler für die Altersklasse (AK) 13/14 nahmen die Bezirksmeister bzw. dessen Vertreter der 15 Bezirke auf dem Gebiet der DDR und der Zweitplatzierte der Ost-Berliner Bezirksmeisterschaft teil. Spielberechtigt waren Spieler bis zum 14. Lebensjahr (Stichtag: 1. Juni 1973).
Für die Meisterschaft qualifizierten sich folgende fünfzehn Bezirksmeister bzw. dessen Vertreter und der Zweite aus Ost-Berlin:
| - Bezirk Rostock F.C. Hansa Rostock - Bezirk Schwerin SG Dynamo Schwerin - Bezirk Neubrandenburg BSG Post Neubrandenburg - Bezirk Potsdam BSG Stahl Brandenburg - Ost-Berlin 1. FC Union Berlin Berliner FC Dynamo | - Bezirk Frankfurt (Oder) FC Vorwärts Frankfurt/O. - Bezirk Magdeburg 1. FC Magdeburg (TV) - Bezirk Halle Hallescher FC Chemie - Bezirk Leipzig 1. FC Lokomotive Leipzig - Bezirk Cottbus BSG Aktivist Brieske-Senftenberg (TV) – Titelverteidiger | - Bezirk Dresden SG Dynamo Dresden - Bezirk Karl-Marx-Stadt FC Karl-Marx-Stadt - Bezirk Erfurt FC Rot-Weiß Erfurt - Bezirk Gera FC Carl Zeiss Jena - Bezirk Suhl BSG Stahl Bad Salzungen |

## Modus
In der Vorrunde wurden die Spiele in vier Staffeln zu je vier Mannschaften mit Hin- und Rückspiel nach dem Modus „Jeder gegen Jeden“ ausgetragen. Die vier Staffelsieger ermittelten ab dem Halbfinale auf neutralem Platz den DDR-Meister.

## Vorrunde

### Staffel A
Spiele
| Datum                      |                          |   |                          | Hinspiel | Rückspiel |
| -------------------------- | ------------------------ | - | ------------------------ | -------- | --------- |
| So 29. Mai ./ Mi .15. Juni | SG Dynamo Dresden        | – | 1. FC Union Berlin       | 2:3      | 0:1       |
| So 29. Mai ./ Mi .15. Juni | FC Vorwärts Frankfurt/O. | – | 1. FC Lokomotive Leipzig | 2:0      | 5:1       |
| So 05. Juni / So 19. Juni  | SG Dynamo Dresden        | – | FC Vorwärts Frankfurt/O. | 0:1      | 4:1       |
| So 05. Juni / So 19. Juni  | 1. FC Union Berlin       | – | 1. FC Lokomotive Leipzig | 0:1      | 3:1       |
| So 12. Juni / So 26. Juni  | 1. FC Lokomotive Leipzig | – | SG Dynamo Dresden        | 0:0      | 0:0       |
| So 12. Juni / So 26. Juni  | FC Vorwärts Frankfurt/O. | − | 1. FC Union Berlin       | 1:2      | 1:1       |

Abschlusstabelle
| Pl. | Mannschaft               | Sp. | S | U | N | Tore    | Diff. | Punkte |
| --- | ------------------------ | --- | - | - | - | ------- | ----- | ------ |
| 1.  | 1. FC Union Berlin       | 6   | 4 | 1 | 1 | 010:600 | +4    | 09:30  |
| 2.  | FC Vorwärts Frankfurt/O. | 6   | 3 | 1 | 2 | 011:800 | +3    | 07:50  |
| 3.  | SG Dynamo Dresden        | 6   | 1 | 2 | 3 | 006:600 | ±0    | 04:80  |
| 4.  | 1. FC Lokomotive Leipzig | 6   | 1 | 2 | 3 | 003:100 | −7    | 04:80  |

### Staffel B
Spiele
| Datum                      |                         |   |                         | Hinspiel | Rückspiel |
| -------------------------- | ----------------------- | - | ----------------------- | -------- | --------- |
| So 29. Mai ./ Mi .15. Juni | BSG Post Neubrandenburg | – | SG Dynamo Schwerin      | 2:1      | 0:2       |
| So 29. Mai ./ Mi .15. Juni | BSG Stahl Brandenburg   | – | F.C. Hansa Rostock      | 0:7      | 0:2       |
| So 05. Juni / So 19. Juni  | BSG Post Neubrandenburg | – | BSG Stahl Brandenburg   | 3:0      | 1:2       |
| So 05. Juni / So 19. Juni  | SG Dynamo Schwerin      | – | F.C. Hansa Rostock      | 0:1      | 0:4       |
| So 12. Juni / So 26. Juni  | F.C. Hansa Rostock      | – | BSG Post Neubrandenburg | 4:0      | 2:0       |
| So 12. Juni / So 26. Juni  | BSG Stahl Brandenburg   | − | SG Dynamo Schwerin      | 4:1      | 0:1       |

Abschlusstabelle
| Pl. | Mannschaft              | Sp. | S | U | N | Tore    | Diff. | Punkte |
| --- | ----------------------- | --- | - | - | - | ------- | ----- | ------ |
| 1.  | F.C. Hansa Rostock      | 6   | 6 | 0 | 0 | 020:000 | +20   | 12:0   |
| 2.  | BSG Post Neubrandenburg | 6   | 2 | 0 | 4 | 006:110 | −5    | 04:80  |
| 3.  | SG Dynamo Schwerin      | 6   | 2 | 0 | 4 | 005:110 | −6    | 04:80  |
| 4.  | BSG Stahl Brandenburg   | 6   | 2 | 0 | 4 | 006:150 | −9    | 04:80  |

### Staffel C
Spiele
| Datum                      |                         |   |                         | Hinspiel | Rückspiel |
| -------------------------- | ----------------------- | - | ----------------------- | -------- | --------- |
| So 29. Mai ./ Mi .15. Juni | FC Carl Zeiss Jena      | – | Hallescher FC Chemie    | 3:1      | 3:0       |
| So 29. Mai ./ Mi .15. Juni | BSG Stahl Bad Salzungen | – | FC Rot-Weiß Erfurt      | 0:6      | 00:13     |
| So 05. Juni / So 19. Juni  | FC Carl Zeiss Jena      | – | BSG Stahl Bad Salzungen | 11:00    | 8:0       |
| So 05. Juni / So 19. Juni  | Hallescher FC Chemie    | – | FC Rot-Weiß Erfurt      | 2:2      | 1:3       |
| So 12. Juni / So 26. Juni  | FC Rot-Weiß Erfurt      | – | FC Carl Zeiss Jena      | 1:0      | 0:4       |
| So 12. Juni / So 26. Juni  | BSG Stahl Bad Salzungen | − | Hallescher FC Chemie    | 0:8      | 0:7       |

Abschlusstabelle
| Pl. | Mannschaft              | Sp. | S | U | N | Tore    | Diff. | Punkte |
| --- | ----------------------- | --- | - | - | - | ------- | ----- | ------ |
| 1.  | FC Carl Zeiss Jena      | 6   | 5 | 0 | 1 | 029:200 | +27   | 10:20  |
| 2.  | FC Rot-Weiß Erfurt      | 6   | 4 | 1 | 1 | 025:700 | +18   | 09:30  |
| 3.  | Hallescher FC Chemie    | 6   | 2 | 1 | 3 | 019:110 | +8    | 05:70  |
| 4.  | BSG Stahl Bad Salzungen | 6   | 0 | 0 | 6 | 000:530 | −53   | 0:12   |

### Staffel D
Spiele
| Datum                      |                                  |   |                                  | Hinspiel | Rückspiel |
| -------------------------- | -------------------------------- | - | -------------------------------- | -------- | --------- |
| So 29. Mai ./ Mi .15. Juni | BSG Aktivist Brieske-Senftenberg | – | Berliner FC Dynamo               | 2:7      | 0:9       |
| So 29. Mai ./ Mi .15. Juni | 1. FC Magdeburg                  | – | FC Karl-Marx-Stadt               | 6:1      | 3:0       |
| So 05. Juni / So 19. Juni  | BSG Aktivist Brieske-Senftenberg | – | 1. FC Magdeburg                  | 1:3      | 0:2       |
| So 05. Juni / So 19. Juni  | Berliner FC Dynamo               | – | FC Karl-Marx-Stadt               | 3:0      | 5:1       |
| So 12. Juni / So 26. Juni  | FC Karl-Marx-Stadt               | – | BSG Aktivist Brieske-Senftenberg | 3:1      | 1:2       |
| So 12. Juni / So 26. Juni  | 1. FC Magdeburg                  | − | Berliner FC Dynamo               | 3:3      | 0:1       |

Abschlusstabelle
| Pl. | Mannschaft                       | Sp. | S | U | N | Tore    | Diff. | Punkte |
| --- | -------------------------------- | --- | - | - | - | ------- | ----- | ------ |
| 1.  | Berliner FC Dynamo               | 6   | 5 | 1 | 0 | 028:600 | +22   | 11:10  |
| 2.  | 1. FC Magdeburg                  | 6   | 4 | 1 | 1 | 017:600 | +11   | 09:30  |
| 3.  | FC Karl-Marx-Stadt               | 6   | 1 | 0 | 5 | 006:200 | −14   | 02:10  |
| 4.  | BSG Aktivist Brieske-Senftenberg | 6   | 1 | 0 | 5 | 006:250 | −19   | 02:10  |

## Halbfinale
Die beiden Halbfinalpartien wurden in Hohenleipisch (Bezirk Cottbus) ausgetragen.
| Datum       |                    | Ergebnis        |                    |
| ----------- | ------------------ | --------------- | ------------------ |
| Sa 02. Juli | 1. FC Union Berlin | 0:0 (2:4 i. E.) | F.C. Hansa Rostock |
| Sa 02. Juli | FC Carl Zeiss Jena | 1:1 (3:0 i. E.) | Berliner FC Dynamo |

## Spiel um Platz 3
| Datum       |                    | Ergebnis |                    | Spielort      |
| ----------- | ------------------ | -------- | ------------------ | ------------- |
| So 03. Juli | 1. FC Union Berlin | 1:4      | Berliner FC Dynamo | Hohenleipisch |

## Finale
| Paarung            | F.C. Hansa Rostock – FC Carl Zeiss Jena |
| Ergebnis           | 1:1 (0:1), 5:6 i. E. |
| Datum              | Sonntag, 3. Juli 1988 |
| Stadion            | Sportplatz Hohenleipisch, Hohenleipisch |
| Zuschauer          | 500 |
| Schiedsrichter     | Harald Sather (Grimma) |
| Tore               | 1:0 Müller (29.) 1:1 Manke (65.) Elfmeterschießen: 0:1 1:1 1:2 2:2 2:3 3:3 3:4 4:4 4:5 5:5 5:6 Wolter scheitert an Keilwerth |
| F.C. Hansa Rostock | Christian Habeck – Mario Peter, Hagen Freitag, René Laudahn (25. Ronny Pott), Andreas Beck – Sven Bobzin, René Müller, Jörg Aulerich (64. Raik Wolter) – Lars Krohn, Riccardo Baich, Marcel Schweizer (32. Stephan Weidemann) Cheftrainer: Helmut Schühler              |
| FC Carl Zeiss Jena | Mike Keilwerth – Tobias Friedrich (18. Marco Wagner), Christoph Manke, Mike Renke, Richter – Bernd Schneider, Michael Drogi, Dirk Hempel (41. Jens Weise) – André Schmautz (55. André Lautersack), Mark Zimmermann, Jörg Böhme Cheftrainer: Günter Wagenhaus / Uwe Dern |